# Ibn Madscha
Ibn Madscha (arabisch ابن ماجة, DMG Ibn Māǧa), vollständig أبو عبد الله محمد بن يزيد بن ماجة الربعي القزويني / Abū ʿAbdallāh Muḥammad b. Yazīd b. Māǧa ar-Rabʿī al-Qazwīnī (* 824  im persischen Qazvin; gest.: 887), war ein islamischer Gelehrter, Schriftsteller und Sammler von Hadithen (Überlieferungen zum Propheten Mohammed).
Mit 22 Jahren brach er aus seiner Heimatstadt auf und durchreiste große Teile der damaligen islamischen Welt. Dabei sammelte er alle ihm zugänglichen Informationen über den Propheten Mohammed. Nach seiner Reise sammelte er Schüler um sich und verfasste mehrere Bücher. Sein bedeutendstes Werk ist das Buch Kitāb as-sunan. Es gehört zu den „Sechs Büchern“ (al-Kutub as-sitta) der Sunna (Überlieferung), Sammlungen von Überlieferungen über den Propheten Mohammed. Ibn Madscha zeichnet in seinem Werk 4.341 sogenannter Hadithe auf. Von diesen finden sich auch 3.002 in den anderen fünf Büchern der Sunna wieder. 1.339 Hadithe sind nur bei ihm verzeichnet, 428 davon gelten als authentisch, die übrigen als nicht gesichert.

## Werke
- Kitāb as-sunan („Buch der Überlieferung“)
- Kitāb at-Tafsīr („Kommentar zum Koran“), nicht erhalten
- Kitāb at-Tārīḫ, nicht erhalten

| Personendaten    | Personendaten                                                                                                   |
| ---------------- | --- |
| NAME             | Ibn Madscha |
| ALTERNATIVNAMEN  | Abu Abdallah Muhammad ibn Yazid ibn Madscha ar-Rabʿi al-Qazwini                                                 |
| KURZBESCHREIBUNG | islamischer Gelehrter und Schriftsteller, bedeutender Sammler von Hadithen (Aussprüchen des Propheten Mohammed) |
| GEBURTSDATUM     | 824 |
| GEBURTSORT       | Qazvin, Persien                                                                                                 |
| STERBEDATUM      | 887 |